# Patriarcat de Lisbonne
Le patriarcat de Lisbonne est un siège métropolitain de l'Église catholique au Portugal. Le diocèse fondé au IVe siècle a été élevé au rang d'archidiocèse le 10 novembre 1394, puis à celui de patriarcat le 7 novembre 1716.
La cathédrale Santa Maria Maior de Lisbonne (a Sé de Lisboa) est le siège patriarcal.

## Personnalités

### Évêquesd'Olissipo
1. São Manços (36), légendaire
2. Filipe Filoteu (92), légendaire
3. Pedro (I) (166), légendaire
4. Pedro (II) (213), légendaire
5. Jorge (260), légendaire
6. Pedro (III) (297), légendaire
7. São Gens, légendaire
8. Januário (300), légendaire
9. Potamius (vers 356)
10. António (373)
11. Neobrídio (430)
12. Júlio (461)
13. Azulano
14. João (500)
15. Éolo (536)
16. Nestoriano (578)
17. Paulo (589)
18. Goma ou Gomarelo (610, 614)
19. Viarico, Ubalico ou Dialico (633, 636, 638)
20. Nefrígio, Nefredo ou Neofrídio (646)
21. Cesário ou César (656)
22. Teodorico (666)
23. Ara (683)
24. Landerico (688, 693)
25. Ildefonso (VIIe siècle)

À partir de 716, les noms des évêques mozarabes ne sont plus connus.

### Évêquesde Lisbonne
1. Gilberto de Hastings (1147-1166)
2. Álvaro (1166-1185)
3. Soeiro (I) Anes (1185-1210)
4. Soeiro (II) Viegas (1210-1232)
5. Vicente (1232), élu
6. Paio Pais (1232-1233)
7. João (I) Falberto (1233), élu
8. Estêvão (I) Gomes (1234-1237), élu
9. João (II) (1239-1241)
10. Ricardo Guilherme (1241), élu
11. Aires Vasques, Airas Vasques, Aires Vaz ou Airas Vaz (1241-1258)
12. Mateus (1259-1282)
13. Estêvão (II) Anes de Vasconcelos (1284-1289)
14. Domingos Anes Jardo (1289-1293), auparavant évêque de Évora et chancelier de D. Dinis
15. João (III) Martins de Soalhães (1294-1312), puis archevêque de Braga
16. Frei Estêvão (III) (1312-1322), auparavant évêque de Porto
17. Gonçalo Pereira (1322-1326), puis archevêque de Braga
18. João (IV) Afonso de Brito (1326-1341)
19. Vasco (I) Martins (1342-1344), auparavant évêque de Porto
20. Estêvão (IV) de la Garde (1344-1348)
21. Teobaldo de Castillon (1348-1356)
22. Reginaldo de Maubernard (1356-1358)
23. Lourenço Rodrigues (pt) (1359-1364)
24. Pedro Gomes Barroso (1364-1369), auparavant évêque de Coimbra
25. Fernando Álvares (1369-1371)
26. Vasco (II) (1371), puis archevêque de Braga
27. Agapito Colonna (1371-1378)
28. João (V) de Agoult (1379-1381), nommé par le Pape de Rome, en même temps désigné évêque de Aix-en-Provence
29. Martinho de Zamora (1379-1383), auparavant archevêque de Braga et évêque de Silves; nommé pour la cathédrale de Lisbonne par l'antipape Clément VII d'Avignon; assassiné par la population lors de la révolution de 1383-1385, parce qu'il était castillan et schismatique.
30. João (VI) Guterres (1381-1382), nommé par le Pape de Rome, en même temps désigné évêque de Dax.
31. João (VII) Anes (c. 1383-1394)

### Archevêquesde Lisbonne
1. João Anes (1394-1402), cardinal
2. João Afonso Esteves de Azambuja (1402-1415), cardinal
3. Diogo Álvares de Brito (1415-1422), auparavant évêque de Évora
4. Pedro de Noronha (1424-1452), auparavant évêque de Évora
5. Luís Coutinho (1452-1453), auparavant évêque de Viseu et évêque de Coimbra
6. Jaime de Portugal (1453-1459)
7. Afonso Nogueira (1459-1464), auparavant évêque de Coimbra
8. Jorge da Costa (1464-1500), cardinal d'Alpedrinha
9. Martinho da Costa (1500-1521)
10. Alphonse de Portugal (1523-1540), auparavant évêque de Guarda et de Viseu et dernier évêque d'Évora en plus d'avoir la charge d'archevêque de Lisbonne
11. Fernando de Menezes Coutinho e Vasconcelos (1540-1564)
12. Henri de Portugal (1564-1570), futur roi de Portugal (1578-1580)
13. Jorge de Almeida (1570-1585)
14. Miguel de Castro (1586-1625), aussi évêque de Viseu
15. Afonso Furtado de Mendonça (1626-1630)
16. João Manuel (1632-1633)
17. Rodrigo da Cunha (1635-1643)
18. António de Mendonça (1670-1675)
19. Luiz de Sousa (1675-1702), cardinal
20. João de Sousa (1703-1710), aussi archevêque de Braga

### Patriarchesde Lisbonne
1. Tomás de Almeida (1716-1754)
2. José Manuel da Câmara d’Atalaia (1754-1758)
3. Francisco de Saldanha da Gama (1759-1776)
4. Fernando de Sousa e Silva (1779-1786)
5. José Francisco de Mendoça Valdereis (1786-1818)
6. Carlos da Cunha e Menezes (1819-1825)
7. Patricio da Silva (1826-1840)
8. Francisco de São Luiz (Manoel Justiniano) Saraiva (1840-1845)
9. Guilherme Henriques de Carvalho (1845-1857)
10. Manuel Bento Rodrigues da Silva (1858-1869)
11. Inácio do Nascimento Morais Cardoso (1871-1883)
12. José Sebastião d'Almeida Neto (1883-1907)
13. Antonio Mendes Bello (1907-1929)
14. Manuel Gonçalves Cerejeira (1929-1971), auparavant archevêque titulaire de Mytilène (de)
15. António Ribeiro (1971-1998)
16. José da Cruz Policarpo (1998-2013)
17. Manuel do Nascimento Clemente (2013-2023)
18. Rui Manuel Sousa Valério (2023-à ce jour)

Depuis 1819, tous les patriarches de Lisbonne sont traditionnellement élevés à la dignité de cardinal lors du premier consistoire suivant leur nomination.
Le patriarche de Lisbonne utilise la tiare comme timbre héraldique à la place du chapeau, mais remplace les clefs utilisées dans les armoiries papales par la croix patriarcale à double traverse et la crosse. Jusqu'à une époque récente, il portait cette tiare à trois couronnes au cours des cérémonies. Elle lui aurait été concédée par le pape Clément XII. Il ne semble exister aucun document authentique de cette concession. Le patriarche utilisait également la sedia gestatoria et imitait d'autres usages accompagnant le Souverain pontife en public.